# Żarnowiec
Żarnowiec è un comune rurale polacco del distretto di Zawiercie, nel voivodato della Slesia.
Ricopre una superficie di 124,77 km² e nel 2004 contava 5 011 abitanti.